# Matriz de cisalhamento
A matriz de cisalhamento ou matriz de corte é matematicamente uma matriz elementar que representa a adição do múltiplo de uma linha ou coluna para outra. Esta matriz pode ser derivada, tendo a Matriz identidade e a substituição de alguns elementos a zero com um ou mais valores diferentes de zero (λ). 
Abaixo, uma típica matriz de cisalhamento:
{\displaystyle S={\begin{pmatrix}1&0&0&\lambda &0\\0&1&0&0&0\\0&0&1&0&0\\0&0&0&1&0\\0&0&0&0&1\end{pmatrix}}.}
O nome Cisalhamento ou Corte refere-se ao fato da matriz representar uma transformação de cisalhamento. Geometricamente, tal transformação leva pares de pontos num espaço linear, que são axialmente separadas ao longo do eixo e cuja linha da matriz contém o elemento de corte, e substitui os pares de pontos cuja separação não é puramente axial, mas tem dois vetores componentes. Assim, o eixo de cisalhamento é sempre um  autovetor de S.

## Transformações no Plano

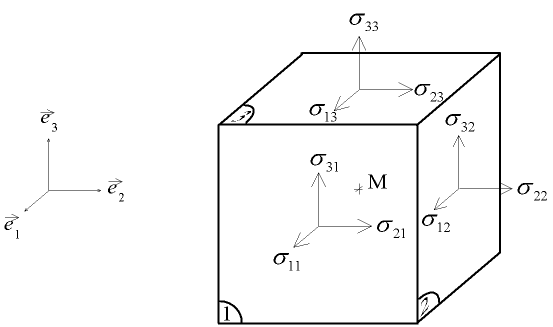
Exemplo de aplicação da Matriz de Cisalhamento em Resistência de Materiais, com os componentes do tensor tensão em uma base ortogonal.

T : R2 → R2
Cisalhamento horizontal
T(x, y) = (x+λy, y)
{\displaystyle {\begin{pmatrix}x'\\y'\end{pmatrix}}={\begin{pmatrix}x+\lambda \ y\\y\end{pmatrix}}={\begin{pmatrix}1&\lambda \\0&1\end{pmatrix}}{\begin{pmatrix}x\\y\end{pmatrix}}.}
Cisalhamento Vertical
T(x, y) = (x, λx+y)
{\displaystyle {\begin{pmatrix}x'\\y'\end{pmatrix}}={\begin{pmatrix}x\\\lambda \ x+y\end{pmatrix}}={\begin{pmatrix}1&0\\\lambda \ &1\end{pmatrix}}{\begin{pmatrix}x\\y\end{pmatrix}}.}

## Transformação em  3D
Um exemplo de utilização da matriz de cisalhamento em 3D é em Resistência dos Materiais no cálculo geral de Tensão normal e Tensão de cisalhamento.
{\displaystyle [T_{C}]_{xyz}={\begin{bmatrix}\sigma _{xx}&\sigma _{xy}&\sigma _{xz}\\\sigma _{yx}&\sigma _{yy}&\sigma _{yz}\\\sigma _{zx}&\sigma _{zy}&\sigma _{zz}\end{bmatrix}}={\begin{bmatrix}\sigma _{x}&\tau _{xy}&\tau _{xz}\\\tau _{yx}&\sigma _{y}&\tau _{yz}\\\tau _{zx}&\tau _{zy}&\sigma _{z}\end{bmatrix}}}

## Propriedades
Se  S é uma matriz de cisalhamento n×n,  então:
- S tem posto n e portanto é inversível.
- 1 é o único   autovalor de S, então det S = 1 e consequentemente S = n.
- O   autovetor de  S tem dimensão n-1.
- S é assimétrica.
- S pode ser feita dentro de uma  matriz em bloco pela operação de troca de uma linha por uma coluna.
- Area, Volume, ou qualquer outra medida de capacidade superior, ou Polígono de ordem superior, são invariantes frente a matriz de cisalhamento de vértices do Polígono.

## Exemplo de Aplicação Prática
- Matrizes de Cisalhamento são geralmente usadas em  computação gráfica.

A matriz de cisalhamento pode ser utilizada para transformar o volume de visão obtido através de uma projeção oblíqua em um paralelepípedo regular. 
- Exemplo:

Considerando o vetor de projeção :{\displaystyle V_{p}=(p_{x},p_{y},p_{z})}, deve-se encontrar a matriz de cisalhamento que alinhe este vetor com o vetor normal ao plano de visão. Esta transformação é representada pela equação abaixo: 
{\displaystyle V_{p}=V_{p}S'}
Onde S’ representa um cisalhamento no eixo z:
{\displaystyle S={\begin{pmatrix}1&0&\lambda _{1}&0&0\\0&1&\lambda _{2}&0&0\\0&0&1&0&0\\0&0&0&1&0\\0&0&0&0&1\end{pmatrix}}.}
Para obter-se os parâmetros  :{\displaystyle \lambda _{1}e\lambda _{2}} pode-se substituir S’ na equação anterior, obtendo as equações a seguir:
{\displaystyle 0=p_{x}+\lambda _{1}p_{z}}
{\displaystyle 0=p_{y}+\lambda _{2}p_{z}}
Resultando em:
{\displaystyle \lambda _{1}=-p_{x}/p_{z}}
{\displaystyle \lambda _{2}=-p_{y}/p_{z}}